# Klein zilver

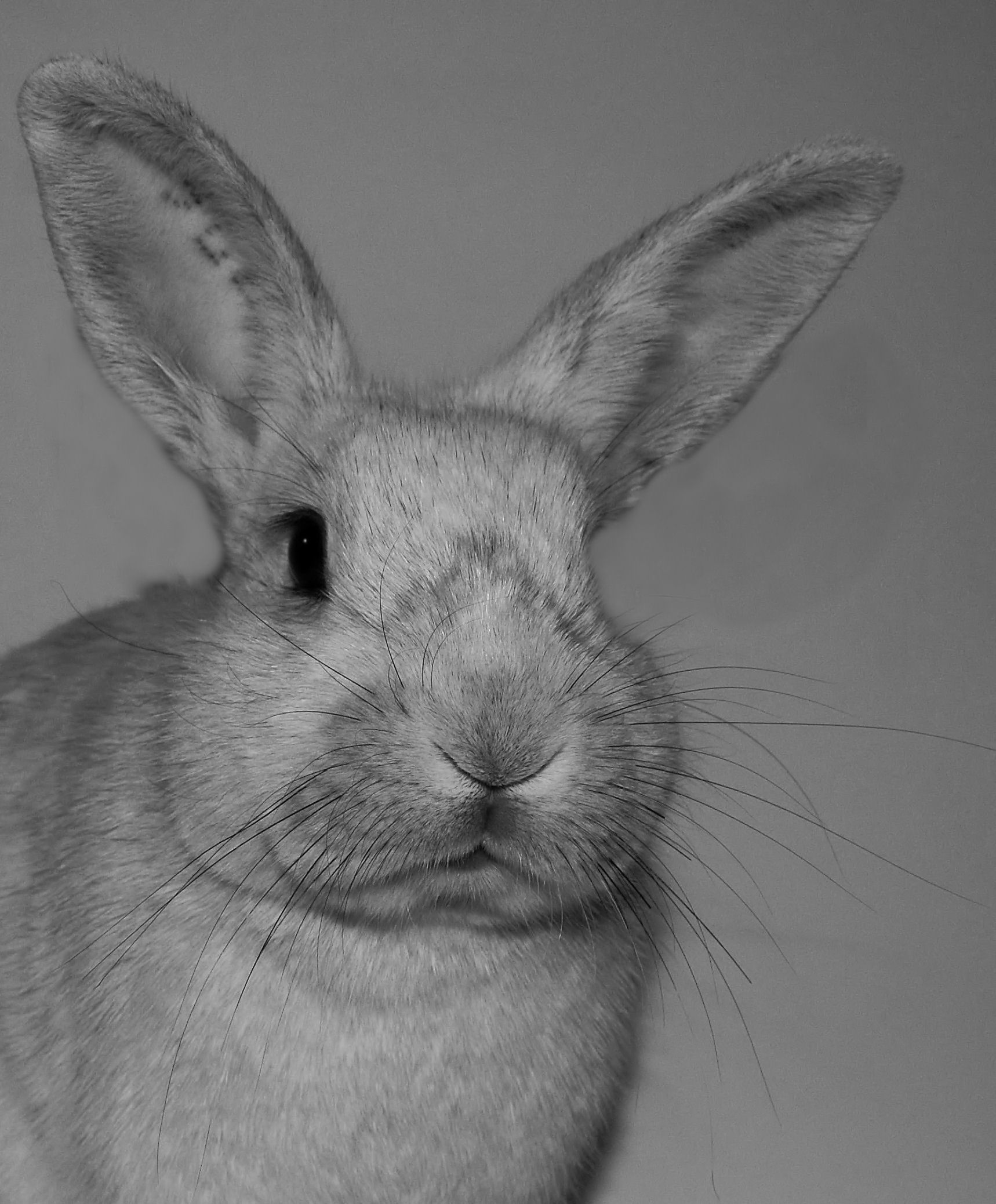
Kopstudie van klein zilver

De klein zilver is een konijnenras dat behoort tot de kleine rassen.

## Herkomst
De klein zilver komt oorspronkelijk uit Engeland. Dit ras is een van de oudste rassen ter wereld. Hij is ontstaan vanaf de 16e eeuw. Er zijn twee soorten zilverkonijnen. Dat is de klein zilver en de groot zilver. De groot zilver komt minder voor en is minder populair dan de klein zilver. Het ras was voor het eerst in 1860 op een tentoonstelling te zien. In 1880 kwam er een rasstandaard voor de klein zilver in Engeland. Deze dieren zijn in 1907 erkend in Nederland.

## Rasbeschrijving
De klein zilver heeft een gewicht tussen de 1,75 en 3,25 kilogram. De lichaamsbouw is geblokt en de nek is erg kort. De rammen hebben een brede kop. Hij heeft een brede borst met een mooie afgeronde achterhand. Ze hebben brede oren, de lengte varieert tussen de 8 en 12 centimeter. De vacht van de klein zilver is kort en dicht ingeplant. Ze hebben een glans die vooral bij de midden- en donkere dieren tot zijn recht komt. Het ras is moeilijk te fokken. Bij de klein zilver treedt de verzilvering geleidelijk op. Pas na 5 tot 6 weken gaat de vacht verzilveren. De 'gewone' haren die ze tot dusver hadden vallen uit en maken plaats voor de verzilverde haren. Hoe sneller het dier verhaart hoe sneller het verzilveringsproces gaat. Het ras heeft verschillende kleuren: konijngrijs, zwart, blauw, havanabruin en geel.

## Karakter
Klein zilver is een levendig en pittig konijn. Het konijn is temperamentvol en niet zo geschikt voor kinderen. Het is een nieuwsgierig, sterk en gezond ras.